# Bad Schmiedeberg
Bad Schmiedeberg là một đô thị thuộc huyện Wittenberg, bang Saxony-Anhalt, Đức.

## Gallery

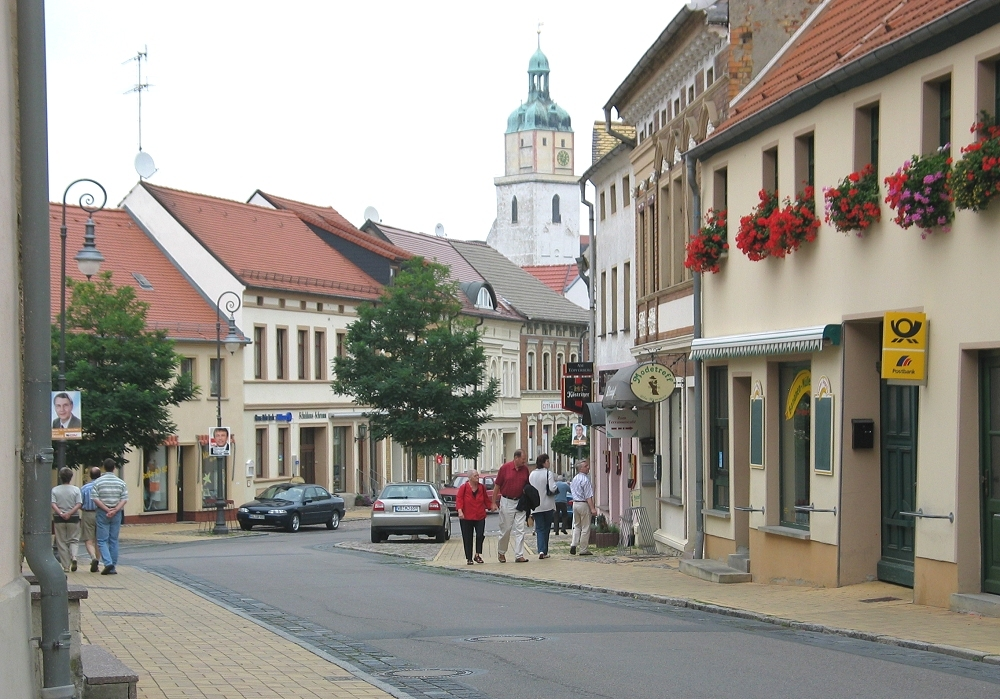
Downtown
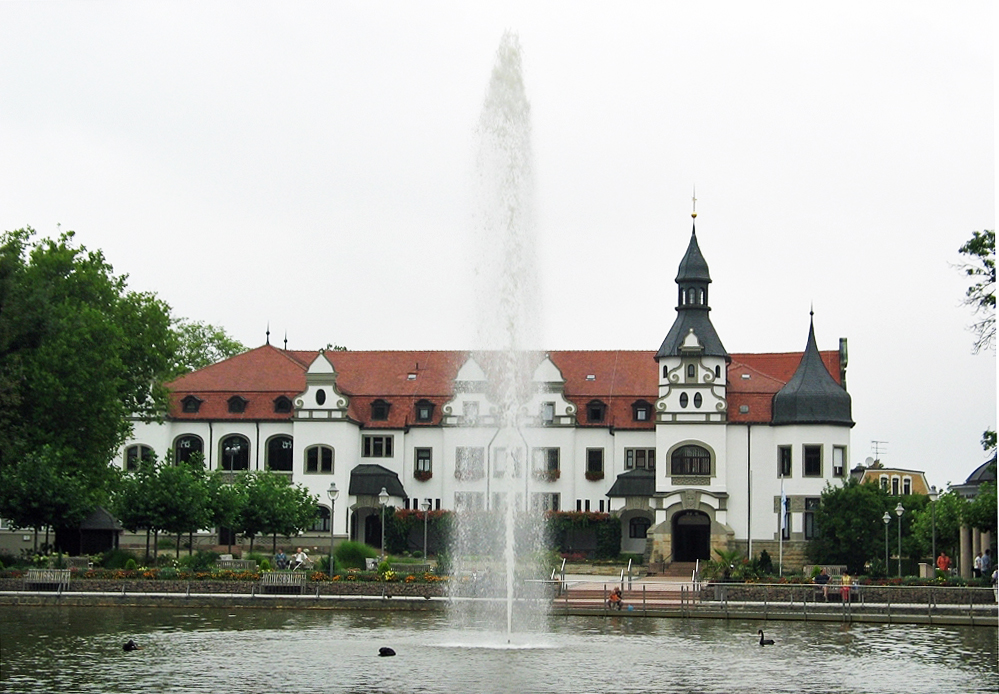
Art Nouveau Kurhaus ("spa house")
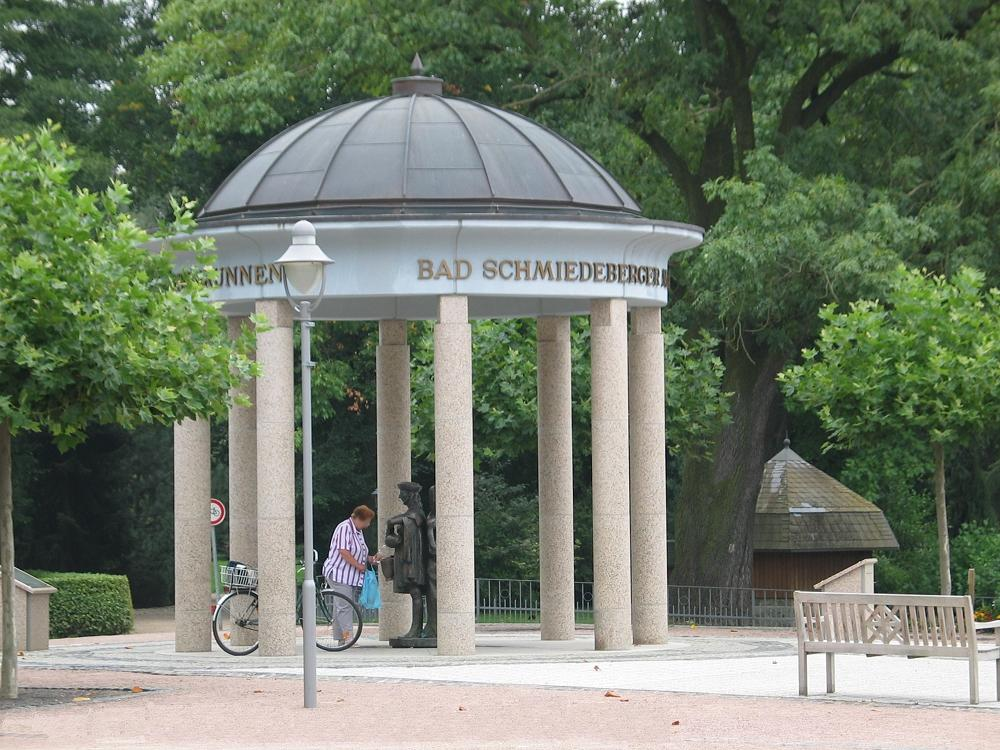
Health Fountain (Heilbrunnen) at the Kurhaus
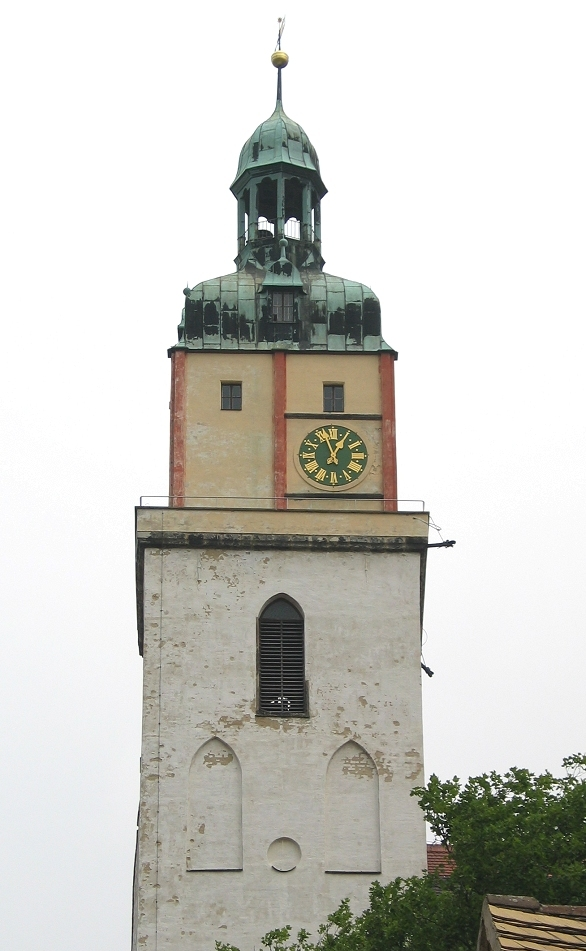
Church tower
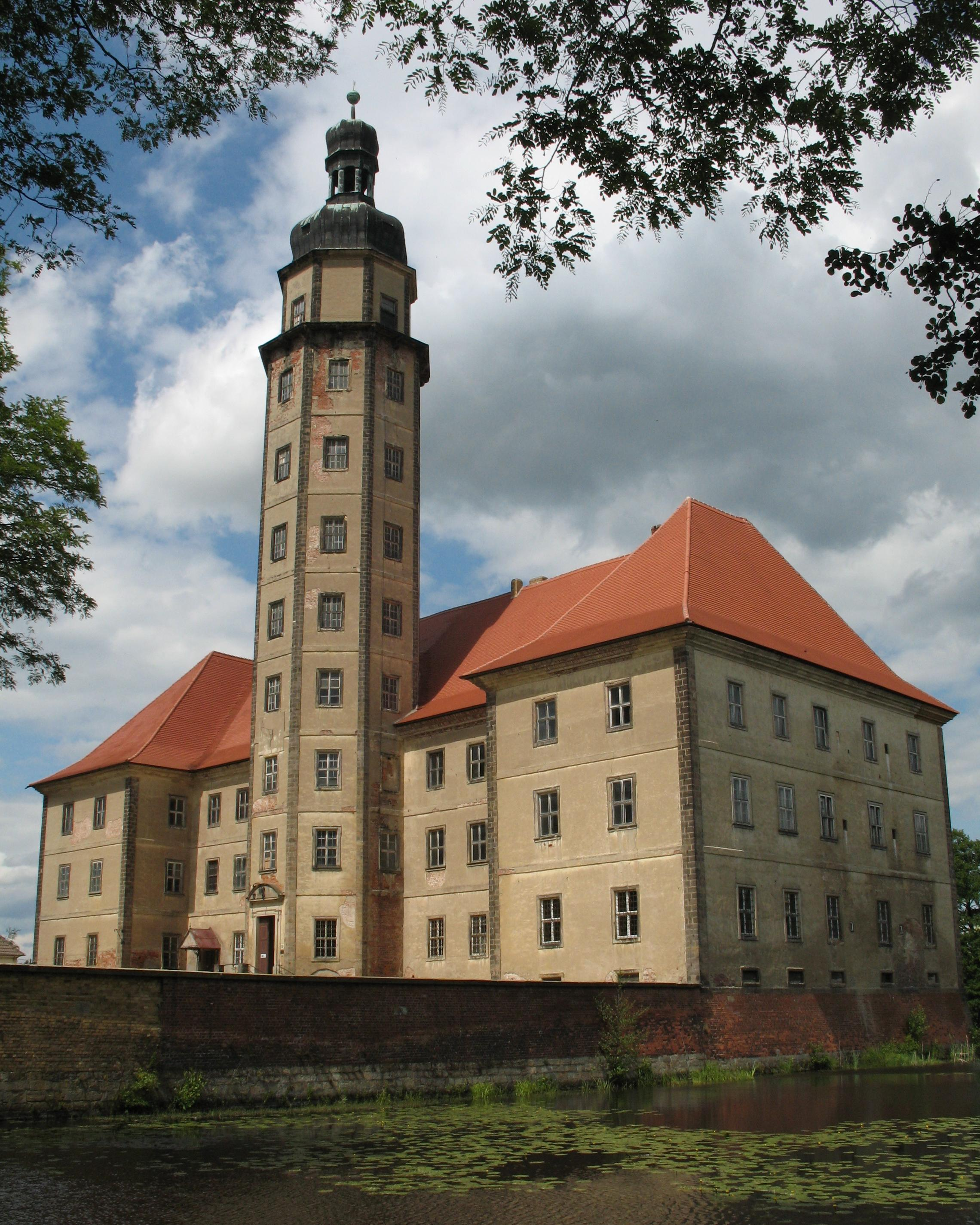
Castle Reinharz